# エルンスト＝エーベルハルト・ヘル
エルンスト＝エーベルハルト・ヘル（Ernst-Eberhard Hell、1887年9月19日 - 1973年9月15日）は、ドイツの陸軍軍人。
最終階級は砲兵大将。ドイツ・シュターデ出身。

## 人物
1906年、士官候補生としてドイツ帝国軍に入隊。
第一次世界大戦では西部戦線に参加ここでの功績により大尉に昇進する。大戦終結後は一度軍を除隊したが、その後ヴァイマル共和国軍に復帰。
開戦前までに、少将にまで昇進。さらに西部戦線での功績により中将に昇進。
1941年、ソ連軍のエリニャ攻勢を迎撃。
1942年4月、砲兵大将に昇進。
1944年、第一次ヤッシー＝キシニョフ攻防戦でソ連軍の侵攻を食い止め、騎士鉄十字勲章を受賞。しかしヤッシー＝キシニョフ攻勢にてソ連軍の捕虜となる。
1955年、西ドイツ大統領コンラート・アデナウアーにより恩赦され、ドイツに帰国。
1973年、ヴィースバーデンで死去。